# Nisse Andersson
Nisse Andersson, född 28 augusti 1941, är en svensk fotbollstränare, tillfällig förbundskapten för Sveriges herrlandslag i fotboll 1990.
Nisse Andersson var förbundskapten under fyra landskamper hösten 1990 sedan Olle Nordin avgått efter VM i Italien tidigare under året. Han har sedan varit verksam inom Svenska fotbollförbundet. Andersson har varit förbundskapten för Sveriges U21-herrlandslag i fotboll, som tog EM-silver 1992, och var förbundskapten för Sveriges fotbollslandslag i OS 1992.